# Centrale viabilità
La Centrale Viabilità è un settore della Ripartizione Protezione antincendi e civile e nello stesso tempo fa parte anche dell'Ufficio Protezione Civile della Provincia Autonoma di Bolzano - Alto Adige. Essa produce bollettini, li trasmette alle stazioni radio altoatesine, li invia via e-mail e da informazioni telefoniche sulla viabilità dell'Alto Adige e delle regioni limitrofe. La centrale fornisce informazioni sulla situazione del traffico, sui cantieri stradali e anche sulle strade di montagna. La centrale informa sui controlli radar (autovelox), sugli scioperi nell'ambito del trasporto pubblico locale e sulle piste ciclabili in Alto Adige.

## Attività
I compiti principali consistono nell'informare attraverso le emittenti radio, il telefono o il sito internet gli utenti sulla situazione in tempo reale del traffico, sui cantieri stradali, sulle strade di montagna, sui controlli radar e su trasporto pubblico locale. In centrale non si ricevono informazioni sul traffico solo riguardanti l'Alto Adige, ma ci si può informare anche sulla situazione del traffico per il Tirolo del Nord, il Trentino, il Cantone dei Grigioni, il sud della Baviera (fino a Monaco) e l'asse Milano - Venezia (Autostrada A4).
I bollettini del traffico vengono emesse dalle seguenti stazioni radio: Radio NBC, Radio Sacra Famiglia, Radio Tandem, Radio Italia Anni 60, Radio 2000, Radio 2000 Edelweiss, Radio 2000 Stadtradio Bozen, Die Antenne, Radio Gherdeina, Radio Gherdeina II, Radio Grüne Welle, Radio Holiday, Radio Nord, Radio Sonnenschein, Rai Südtirol, Stadtradio Meran, Teleradio Vinschgau, ERF Südtirol e Radio Südtirol.
Le attività della centrale viabilità comprendono anche il lavoro per la Protezione Civile, il quale consiste nell'informare la popolazione in caso di calamità attraverso le emittenti radio e le trasmissioni televisive della Radiotelevisione Azienda Speciale.

## Organizzazione
Nella centrale viabilità lavorano cinque operatori e il servizio viene gestito da un coordinatore.